# Le Roi des resquilleurs (film, 1930)
Pour les articles homonymes, voir Le Roi des resquilleurs.
Pour plus de détails, voir Fiche technique et Distribution.
Le Roi des resquilleurs est un film français réalisé par Pierre Colombier, sorti en 1930.

## Synopsis
Bouboule resquille. Il entre sans payer à un match de boxe. Mais n'ayant pas de billet il est mis à la porte . Il revient peu après. Il fait la connaissance de deux jeunes filles amusées par sa verve : Lulu et Arlette et tombe amoureux de Lulu. Bouboule est masseur au Vel d'Hiv lors de la course des 6 jours et est applaudi par le public lorsqu'il chante. Il assure la victoire de la France en remplaçant un joueur lors d'un match de rugby France Angleterre et gagne le cœur de Lulu.

## Fiche technique
- Titre : Le Roi des resquilleurs
- Réalisateur : Pierre Colombier
- Scénario : Pierre Colombier et René Pujol
- Dialogues : René Pujol
- Musique : Ralph Erwin et Casimir Oberfeld
- Photographie : Henri Barreyre et Fédote Bourgassoff
- Décors : Jacques Colombier
- Son : Carl S. Livermann
- Producteurs : Bernard Natan, Émile Natan
- Société de production : Pathé-Natan
- Format : Noir et blanc - Son mono - 1,20:1
- Genre : Comédie
- Date de sortie : 
  - France : 14 novembre 1930
- Affiche : Roland Coudon (France)

## Distribution
- Georges Milton : Eugène « Bouboule » Leroy
- Hélène Perdrière : Lulu
- Hélène Robert : Arlette
- Pierre Nay : René Francis
- Henri Kerny : le contrôleur
- Mady Berry : Mme Francis
- Jean Garat : Sycleton
- Jim Prat : le juge
- Léon Bernstein : l'arbitre
- Georgette Anys
- Louise Dauville
- Robert Desmarets, lui-même, directeur du Vel' d'Hiv[1].
- Henri Farty
- Laure Jarny
- Nicolas Redelsperger : le sélectionneur

## Autour du film
- Ce film est le premier d'une série mettant en scène le personnage de « Bouboule » créé par le chansonnier Milton (qui chante dans ce film la chanson humoristique : « C'est pour mon papa » de Oberfeld, Pujol et Pothier) et comprenant La Bande à Bouboule (1931) de Léon Mathot, Le Roi du cirage (1931) de Pierre Colombier, Bouboule Ier, roi  nègre (1933) de Léon Mathot et Prince Bouboule (1939) de Jacques Houssin.
- Charles Trenet a débuté dans la vie active en travaillant aux studios de Joinville en tant qu'accessoiriste sur ce film (puis sur Le Roi du cirage en 1931)[2],[3].
- René Desmarets, directeur du Vel d'Hiv à l'écran comme à la ville, est le père de l'actrice Sophie Desmarets.
- Un remake a été réalisé en 1945 par Jean Devaivre avec Rellys.
- Ce film rare, existe en 9,5 m dans une version de trois bobines de 250 m (à peu près une heure).